# Dusona elegans
Dusona elegans là một loài tò vò trong họ Ichneumonidae.